# Lobelia ovina
Lobelia ovina är en klockväxtart som beskrevs av Franz Elfried Wimmer. Lobelia ovina ingår i släktet lobelior, och familjen klockväxter. Inga underarter finns listade i Catalogue of Life.